# Jeppeïta
La jeppeïta és un mineral de la classe dels òxids. Rep el seu nom en honor de John Frederik Biccard Jeppe (1920) geòleg de Nedlands, Austràlia Occidental, qui va descobrir el mineral.

## Característiques
La jeppeïta és un òxid de fórmula química (K,Ba)₂(Ti,Fe)₆O13. Cristal·litza en el sistema monoclínic. La seva duresa a l'escala de Mohs es troba entre 5 i 6.
Segons la classificació de Nickel-Strunz, la jeppeïta pertany a «04.CC: Òxids amb relació Metall:Oxigen = 2:3, 3:5, i similars, amb cations de mida mitjana i gran» juntament amb els següents minerals: cromobismita, freudenbergita, grossita, clormayenita, yafsoanita, latrappita, lueshita, natroniobita, perovskita, barioperovskita, lakargiïta, megawita, loparita-(Ce), macedonita, tausonita, isolueshita, crichtonita, davidita-(Ce), davidita-(La), davidita-(Y), landauïta, lindsleyita, loveringita, mathiasita, senaïta, dessauïta-(Y), cleusonita, gramaccioliïta-(Y), diaoyudaoïta, hawthorneïta, hibonita, lindqvistita, magnetoplumbita, plumboferrita, yimengita, haggertyita, nežilovita, batiferrita, barioferrita, zenzenita i mengxianminita.

## Formació i jaciments
Va ser descoberta l'any 1984 a Walgidee Hills, a Derby-West Kimberley Shire, Austràlia Occidental. També ha estat descrita a tres indrets més: a l'àrea del llac Argyle, a Wyndham-East Kimberley Shire (Austràlia Occidental també), a Toubabouko, Worodougou (Costa d'Ivori) i a Murfreesboro, a l'estat d'Arkansas (Estats Units).